# Matilda I av Artois
Matilda I av Artois eller Mahaut, född 1268, död 1329, var regerande grevinna av Artois från 1302 till 1329. Hon var även ställföreträdande regent i grevedömet Burgund mellan 1303 och 1315. 

## Biografi
Matilda I av Artois var dotter till greve Robert II av Artois och Amicie de Courtenay. Hon gifte sig 1291 med greve Otto IV av Burgund, med vilken hon fick två döttrar och en son. 
Efter sin fars död 1302 hävdade hon sitt anspråk på grevedömet Artois trots att hennes avlidne bror hade en son. Hon lyckades besegra sin brorson Robert III och tillträdde makten i Artois med stöd av den franska kronan och Parisparlamentet. 
Båda hennes döttrar gifte sig med franska prinsar. När hennes äldsta dotter Johanna II av Burgunds äktenskap arrangerades 1295 fick hon sin fars domän Burgund som hemgift, vilket gjorde att Matildas och Ottos son Robert gjordes arvlös. När Matildas make Otto IV avled 1303 efterträddes han därför av deras dotter Johanna II, och Matilda blev därmed regent i Burgund under Johannas minderårighet. När Johanna gifte sig med en fransk prins och gav sig av till det franska hovet 1307, fortsatte Matilda att regera Burgund i sin frånvarande dotters ställe. 